# Britt Mjaasund Øyen
Britt Mjaasund Øyen (7 de septiembre de 1944) es una deportista noruega que compitió en carrera de trineo en hielo, esquí de fondo adaptado y hockey sobre hielo adaptado. Ganó catorce medallas en los Juegos Paralímpicos de Invierno entre los años 1980 y 1994.

## Palmarés internacional
| Juegos Paralímpicos | Juegos Paralímpicos   | Juegos Paralímpicos | Juegos Paralímpicos |
| Año                 | Lugar                 | Medalla             | Prueba              |
| ------------------- | --------------------- | ------------------- | ------------------- |
| 1980                | Geilo (Noruega)       | Medalla de oro      | 100 m grado IV      |
| 1980                | Geilo (Noruega)       | Medalla de oro      | 500 m grado IV      |
| 1980                | Geilo (Noruega)       | Medalla de oro      | 800 m grado IV      |
| 1984                | Innsbruck (Austria)   | Medalla de oro      | 100 m grado II      |
| 1984                | Innsbruck (Austria)   | Medalla de oro      | 500 m grado II      |
| 1984                | Innsbruck (Austria)   | Medalla de oro      | 700 m grado II      |
| 1984                | Innsbruck (Austria)   | Medalla de plata    | 1000 m grado II     |
| 1994                | Lillehammer (Noruega) | Medalla de oro      | 100 m LW10-11       |
| 1994                | Lillehammer (Noruega) | Medalla de oro      | 500 m LW10-11       |
| 1994                | Lillehammer (Noruega) | Medalla de plata    | 1000 m LW10-11      |
| 1994                | Lillehammer (Noruega) | Medalla de bronce   | 700 m LW10-11       |

| Juegos Paralímpicos | Juegos Paralímpicos | Juegos Paralímpicos | Juegos Paralímpicos     |
| Año                 | Lugar               | Medalla             | Prueba                  |
| ------------------- | ------------------- | ------------------- | ----------------------- |
| 1980                | Geilo (Noruega)     | Medalla de oro      | 5 km distancia corta 5  |
| 1980                | Geilo (Noruega)     | Medalla de oro      | 10 km distancia media 5 |

| Juegos Paralímpicos | Juegos Paralímpicos   | Juegos Paralímpicos | Juegos Paralímpicos |
| Año                 | Lugar                 | Medalla             | Competición         |
| ------------------- | --------------------- | ------------------- | ------------------- |
| 1994                | Lillehammer (Noruega) | Medalla de plata    | Equipo              |